# Carlo Denina
Pour les articles homonymes, voir Denina.
Carlo Giovanni Maria Denina, né le 18 février 1731 à Revello et mort le 5 décembre 1813 à Paris, est un écrivain, un universitaire et un historien italien.

## Biographie
Carlo Denina nait à Revello en Piémont, en 1731. Après avoir fait ses études à Saluces, il était, à l’âge de quinze ans, sur le point d’entrer chez les Grands-Augustins à Ceva, lorsqu’un de ses oncles le nomme à un bénéfice. Il prend l'habit ecclésiastique, reste deux ans à Saluces, où il apprend un peu de théologie ; ce fut là qu’il apprit aussi le français d'un officier suisse. 
En 1748, il obtient une bourse pour aller étudier à l’université de Turin ; il prend quelque temps après les ordres, et est nommé, en 1753, professeur d’humanités à Pignerol. Il essuie quelques désagréments de la part des ⁣⁣Jésuites pour une comédie de collège, dans laquelle il faisait dire à l’un des personnages, que les écoles publiques étaient aussi bien sous la direction d’un magistrat et de prêtres séculiers, qu’elles l’avaient été sous les moines ou clercs réguliers. L’affaire eut de telles suites, que Denina, est obligé de quitter Pignerol et les écoles royales, et est renvoyé dans les écoles d’un ordre inférieur. 
En 1756, il prend le bonnet de docteur en théologie aux écoles palatines de Milan, et fait paraître à cette occasion un écrit théologique, qui est le premier ouvrage qu’il ait fait imprimer. Il rentre dans les écoles royales, est nommé professeur extraordinaire d’humanités et de rhétorique au collège supérieur de Turin, et six mois après, proposé professeur ordinaire à Chambéry ; mais il refuse cette dernière place, reste à Turin, et se livre aux travaux littéraires. Parmi les ouvrages qu’il entreprendt figure l’Histoire littéraire du Piémont. Son Discours sur les vicissitudes de la littérature, imprimé pour la première fois en 1760, lui attira une correction de la part de Voltaire qui mécontent de la manière dont il avait été traité lui lança un trait amer dans l’Homme aux quarante écus (1767) (chapitre dernier). 
La publication du 1er volume des Révolutions d’Italie, en 1769, vaut à Denina la chaire de rhétorique au collège supérieur de Turin. Un an après, au moment où parait le 2e volume, il obtient la chaire d’éloquence italienne et de langue grecque à l’université ; le 3e volume, qui voit le jour en 1771, fut mieux accueilli que les précédents, mais augmenta le nombre de ses opposants. 
Dans un voyage qu’il effectue en 1777, à Florence, il donne à Cambiagi, libraire de cette ville, un manuscrit sur l’emploi des hommes (dell’impiego delle persone), à la charge de le faire passer à la censure ecclésiastique et politique. Le livre de Denina ne fut imprimé qu’avec la censure de Toscane ; quoique l’auteur n’y eut pas mis son nom, il fut puni de son infraction aux lois de son pays ; on supprima son livre à ses frais. 
Exilé d’abord à Verceil il reçoit  l’ordre de se retirer dans sa patrie, et enfin on lui nomme un successeur. L’abbé Costa d’Arignan, ami de Denina, devenu archevêque de Turin, prend sa défense, lui fait obtenir le rétablissement d’une partie de ses pensions, et la permission de revenir à Turin. Denina s’occupe comme par le passé de divers travaux littéraires. Frédéric II fait dire à Denina qu’il trouverait à sa cour tous les moyens et toute la liberté qu’il pourrait souhaiter pour travailler. Denina se rendit à Berlin en 1782. Avant son départ, le roi de Sardaigne lui confére le titre de  bibliothécaire honoraire. Arrivé à Berlin, Frédéric II le nomme membre de son Académie. Il fait imprimer quelques Mémoires dans le Recueil de l’académie de Berlin, et publie sans beaucoup de succès plusieurs ouvrages. Il voyage dans quelques parties de l’Allemagne. Il se trouvait à Mayence en 1804, lors du passage de l’empereur Napoléon, et au mois d’octobre de la même année, il est nommé bibliothécaire de ce souverain ; il vient alors se fixer à Paris, où il est mort le 5 décembre 1813.

## Publications
- (it) De studio theologiæ et norma fidei, 1758, in-8°.
- Discorso sopra le vicende della letteratura, 1760, in-12, réimprimé à Glasgow en 1763, avec des additions de l'auteur, puis sous le titre de Vicende della letteratura, Berlin, 1785, 2 vol. in-8° ; Venise, 1787 ; Turin, 1792, 3 vol. in-12 ; un 4e volume a paru à Turin en 1811, sous le titre de Saggio istorico critico sopra le ultime vicende della letteratura. On trouve à la suite des 3e et 4e volumes, différents opuscules de Denina.Parmi les opuscules imprimés dans le 3e volume, on remarque 1° de l’influence de la littérature française sur l’allemande ; 2° sur l’état présent des sciences et des arts en Italie ; 3° Discours de réception à l’Académie de Berlin. C’est sur l’édition de Glasgow qu’a été faite la traduction du P. de Livoy, 1767, in-12 ; et c’est sur celle de Berlin et sous les yeux de l’auteur, que Castilhon donna la sienne.
- (it) Lettera di N. Daniel Caro (anagramme de Carlo Denina) sopra il dovere de’ ministri evangelici di predicare colle istruzioni, e coll’essempio l’osservanza delle leggi civili e specialmente in riguardo agl’imposti, Lucques, 1761, in-8° ;
- (it) Saggio sopra la letteratura italiana, con alcuni altri opuscoli, Lucques, 1762. C’est un supplément à la première édition du n° 2 ci-dessus.
- (it) Delle Rivoluzioni d’Italia libri ventiquattro, 1769-71, 3 vol. in-4°, traduit en français par Jardin, 1770 et années suivantes, 8 vol. in-12.C’est le plus important des ouvrages de l’auteur. Les premières éditions de ses Vicende n’étant considérées, par beaucoup de personnes, que comme des essais qu’il a retouchés, on regarde l’Histoire des Révolutions d’Italie comme le premier ouvrage que l’auteur ait publié en italien. Il eut beaucoup de succès, et procura à Denina autant de détracteurs que d’admirateurs ; on alla jusqu’à dire qu’il n’en était pas l’auteur, et que c’était le travail d’un savant prélat italien. Denina répondit à ces reproches, en avouant qu’il avait soumis cet ouvrage à l’abbé Costa d’Arignan, son ami (depuis cardinal), qui y avait fait beaucoup de corrections. Il n’a pourtant pas entièrement détruit l’opinion de ses détracteurs ; ils prétendent, et des hommes habiles dans la langue italienne reconnaissent qu’il existe une différence prodigieuse entre le style delle Rivoluzioni d’Italia et celui des autres ouvrages de Denina.
- (it) Delle Lodi di Carlo Emmanuele III re di Sardegna, 1771, in-4° et in-8°.
- (it) Panegirico primo alla maestà di Vittorio Amedeo III, Turin, 1773, in-4° et in-8°, avec des notes.
- (it) Panegirico secondo alla maestà di Vittorio Amedeo III, 1775, in-4° et in-8°, avec des notes. Il fit en 1777 un troisième panégyrique du même roi.
- (it) Bibliopea o l’arte di compor libri, Turin, 1776, in-8°.Un 2e volume, contenant une bibliothèque choisie des auteurs et traducteurs italiens devait compléter l’ouvrage, mais n’a pas paru.
- (it) Dell’impiego delle persone, Florence, 1777.L’édition entière fut apportée à Turin et supprimée, à la réserve de deux exemplaires, que le bibliothécaire Berta mit dans la bibliothèque secrète des manuscrits. Dans le 6e chapitre du 22e livre des Révolutions d’Italie, Denina avait fait quelques réflexions sur la multiplicité des ordres religieux ; il était revenu sur ce sujet dans les deux derniers chapitres du 24e livre. Des théologiens s’offensèrent de ces passages ; il fut question de supprimer ce livre, ou du moins le 3e volume. On fit circuler à Turin des censures manuscrites ; Denina en ayant eu connaissance, développa ses idées dans l’Impiego, et proposa d’employer les moines et les prêtres à des ouvrages d’utilité temporelle, lorsqu’ils n’en avaient point d’essentiels à leur état. L’impression du livre, faite à Florence pendant un voyage de l’auteur dans le midi de l’Italie, fut traitée comme un délit, et fut la cause de beaucoup de vexations qu’il essuya. L’ouvrage a été réimprimé à Turin, 1803, 2 vol. petit in-8°.
- Istoria politica e letteraria della Grecia, Turin, 1781-82, 4 vol. in-4°, réimprimé à Venise en 1783.
- Elogio storico di Mercurino di Gattinara, Turin, 1782, in-8°.
- Elogio del cardinal Guala Bichieri, 1782, in-8°.
- Discours au roi de Prusse sur les progrès des arts, 1784, in-12, à l’occasion de la nouvelle édition des Révolutions de la littérature.
- Viaggio germanico, primo quaderno delle lettere Brandeburgensi, Berlin, 1785, in-8°. Il a paru un second cahier de Lettere Brandeburgensi.
- La Sibylla teutonica, Berlin, 1786, esquisse en vers de l’histoire germanique, réimprimé dans le 4e volume des Vicende.
- Réponse à la question : Que doit-on à l’Espagne ? Berlin, 1786, Madrid, 1787, traduit en espagnol à Cadix.L’abbé Cavanilles n’avait, dans ses Observations, pris la défense que des Espagnols ses contemporains ; c’est de leurs ancêtres que Denina entreprend l’apologie. Cet opuscule curieux est réimprimé en français, à la suite de l’édition des Vicende faite à Turin en 1792.
- Lettres critiques, pour servir de supplément à l’ouvrage précédent, 1786, in-8°.
- Apologie de Frédéric II, sur la préférence que ce roi parut donner à la littérature française, Dessau, 1787, in-8°.
- Discours sur les progrès de la littérature dans le nord de l’Allemagne, Berlin, 1788.
- Essai sur la vie et le règne de Frédéric II, 1788, in-8°.
- La Prusse littéraire sous Frédéric II, ou Histoire abrégée de la plupart des auteurs, des académiciens et des artistes qui sont nés ou qui ont vécu dans les États prussiens depuis 1740 jusqu’à 1786, par ordre alphabétique, Berlin, 1790-1, 3 vol. in-8°.L’auteur annonce qu’il a fait son ouvrage à l’imitation du Catalogue de la plupart des écrivains français que Voltaire a donné avec son Siècle de Louis XIV. La Prusse littéraire est en effet la suite de la Vie de Frédéric, et complète le tableau du règne de ce prince ; mais beaucoup d’articles sont de secs extraits des biographes, d’autres ne sont que de vagues indications. On chercherait vainement dans la Prusse littéraire la concision, la mesure, le tact et le piquant qui caractérisent le catalogue composé par Voltaire. La plupart des jugements portés par Denina sont ceux qu’il avait lus dans les auteurs accrédités ou entendus dans les conversations.
- Guide littéraire, 1790-91, 3 cahiers in-8° ;
- La Russiade, 1799, in-8°, 1810, in-8°, traduit en français sous le titre de Pierre le Grand, par M. André, 1809, in-8°.Les premiers chants ont été traduits par M. Sérieys. Denina lui-même a publié contre cette traduction une brochure anonyme sous ce titre : Notice d’un ouvrage intitulé, dans la traduction, Pierre le Grand, ou Charles Denina, bibliothécaire de Sa Majesté l’empereur et roi, à M. Ginguené, membre de l’Institut, in-8°.
- Histoire du Piémont et des autres États du roi de Sardaigne, traduit en allemand par M. Frédéric Strass, d’après le manuscrit italien de Denina, Berlin, Lagarde, 1800-1805, 3 vol. in-8°, qui viennent jusqu'à la reprise de Turin, sous le règne de Victor-Amédée II, en 1706.En tête de l’ouvrage est une description géographique des États du roi de Sardaigne, tels qu’ils étaient en 1792 ; à la fin du 2e volume, on trouve un Aperçu de l’état des sciences et des savants qui ont illustré la Savoie sous le règne de Charles Emmanuel (1580-1630).
- Revoluzioni della Germania, Florence, 1804, 8 vol. in-8° ;
- La Clef des Langues, ou Observations sur l’origine et la formation des principales langues qu’on parle et qu’on écrit en Europe, Berlin, 1805, 3 vol. in-8°.Des dissertations que l’auteur avait lues à l’Académie de Berlin, et qui étaient imprimées dans les Mémoires de cette société, 1783-86, ont été refondues dans la Clef des Langues.
- Tableau historique, statistique et moral de la haute Italie et des Alpes qui l’entourent, Paris, 1805, in-8° ;
- Essais sur les traces anciennes du caractère des Italiens modernes, des Sardes et des Corses, 1807, in-8° ;
- Discorso istorico sopra l’origine della gerarchia e de' concordati fra la podestà ecclesiastica e la secolare, 1808, in-8°.Le cardinal Fesch avait d’abord accepté la dédicace de cet ouvrage, mais il se rétracta quelque temps après la mise en vente, et l’ouvrage fut supprimé. Les Mélanges de philosophie d’histoire, de morale et de littérature, n° 49, contiennent un long et sévère article sur le Discorso istorico.
- Istoria della Italia occidentale, 1809, 6 vol. in-8° ;
- Lettre sur l’Histoire littéraire d’Italie (de M. Ginguené) dans le Mercure du 15 juin 1811, t. 47, p. 513.Cette Lettre, traduite en italien, a été réimprimée dans le 4e volume des Vicende. C’est par une singulière erreur qu’à la tête de la réimpression de cette Lettre on donne à Denina le titre de l’un des commandants de la Légion d’honneur. M. Baldelli, de Florence, le lui a aussi donné dans sa Lettre italienne du 14 janvier 1813, imprimée dans le volume 16 du journal intitulé Collezione d’opuscoli scientifci. Denina n’était pas même simple légionnaire ; mais, en qualité de chanoine de Varsovie, il portait à sa boutonnière un petit ruban violet, que, dans les dernières années de sa vie, il changea, de sa propre autorité, contre un d’une teinte plus rouge.
- Quelques ouvrages et opuscules, soit manuscrits, soit imprimés, dont on trouve la liste à la fin de la seconde édition de l’Impiego delle persone.

## Sources
- Marie-Nicolas Bouillet  et Alexis Chassang (dir.), « Carlo Denina » dans Dictionnaire universel d’histoire et de géographie, 1878 (lire sur Wikisource)
- « Carlo Denina », dans Louis-Gabriel Michaud, Biographie universelle ancienne et moderne : histoire par ordre alphabétique de la vie publique et privée de tous les hommes avec la collaboration de plus de 300 savants et littérateurs français ou étrangers, 2e édition, 1843-1865 [détail de l’édition]

L’abbé Denina s’est consacré un long et curieux article dans sa Prusse littéraire, t. 1, p. 239-470. M. Barbier a fait imprimer dans le Magasin encyclopédique du mois de janvier 1814, une Notice sur la vie et les principaux ouvrages de Denina.